# Instituto Tecnológico y de Estudios Superiores de Monterrey, Campus Cuernavaca
El Tecnológico de Monterrey, Campus Cuernavaca forma parte de uno de los campus del Sistema Tecnológico de Monterrey. Está ubicado en Xochitepec, Morelos (México).

## Historia
Desde el 11 de agosto de 1980, el Tecnológico de Monterrey tiene presencia en el estado de Morelos con el Campus Cuernavaca; mismo que ha permitido que no sólo morelenses, sino alumnos del estado vecino, Guerrero, hayan cursado su Preparatoria, Carrera Profesional, Maestría y Doctorado en sus aulas. 
En enero de 2008 el Campus Cuernavaca inició actividades en sus nuevas instalaciones en el municipio de Xochitepec.
Después del sismo 19 septiembre con epicentro en Axochiapan el edificio principal fue cerrado y fue reabierto durante el semestre enero-mayo de 2019.

### Director General
- Lic. José Antonio Moya (2018 - actual)
- Ing. Karla Vargas Díaz (2017- 2018)
- Dr. José Carlos Miranda  (2015 - 2017)
- Dr. Julio Noriega Velasco (2013 - 2015)
- Lic. Luis Raúl Domínguez Blanco (2011 - 2013)
- Dra. Alejandra Vilalta y Perdomo (2003 - 2011)